# Martin Rapold
Martin Rapold (ur. 23 sierpnia 1973 w Szafuzie) – szwajcarski aktor filmowy i telewizyjny.

## Życiorys
Urodził się w Szafuzie w Szwajcarii. Jego młodszy brat Patrick (ur. 1975) to także aktor i pianista. Uczył się klasycznego śpiewu i pracował jako wolny dziennikarz. W latach 1995–1998 studiował na wydziale aktorskim w European Film Actor School w Zurychu. Zadebiutował jako Mike Bärtschi w filmie Ekskluzywny (Exklusiv, 1998). W 2000 roku został nagrodzony Europejską Nagrodą Filmową na Berlinale jako szwajcarska gwiazda EFP Shooting Star. Od tego czasu był zaangażowany w ponad 40 produkcjach filmowych i telewizyjnych w Szwajcarii i całej Europie. Odkąd został współautorem scenariusza do dramatu Nocturne z 2003 roku, napisał scenariusz dla kilku innych projektów.

## Wybrana filmografia
- 2001: Tatort: Time-Out jako Herbie Knop
- 2005: Kobra – oddział specjalny – odc.: Bohater (Heldentage) jako Beck
- 2008: Tatort: Häschen in der Grube jako Werner Hübner
- 2010: Tatort: Der Polizistinnenmörder jako komisarz Bachofen
- 2009: Ładunek jako Samuel Decker, porucznik z Agencji Bezpieczeństwa Kosmicznego
- 2016: Tatort: Freitod jako Josef Thommen